# Резиденцплац
Резиденцплац (нем. Residenzplatz) — главная площадь исторического центра города Зальцбург, Австрия.

## История
Площадь Резиденцплац была заложена в 1587 году по указу князя-архиепископа Вольфа Дитриха фон Райтенау после того, как он приказал отказаться от кладбища бывшего монастыря, которое ранее находилось к северу от Зальцбургского собора. Недавно под поверхностью площади были обнаружены остатки средневекового кладбища. При Райтенау также было снесено большое количество частных домов, чтобы освободить место. Тогда называемая Хауптплац (Главная площадь), новая общественная площадь совпала с реконструкцией Зальцбургского собора в соответствии с планами, изложенными итальянским архитектором Винченцо Скамоцци.

## Застройка[1][2]
Южную сторону площади занимает Зальцбургский собор — один из крупнейших барочных храмов Европы. Современное здание собора построено в 1614—1628 годах.
На западной стороне находится Старая резиденция. Бывшая резиденция зальцбургского архиепископа. В настоящее время здесь находится галерея Резиденции.
Новая резиденция находится на восточной стороне площади. Строительство началось в 1588 году. Башня построена в 1702 году.
Но северной стороне площади находятся средневековые дома и церковь Святого Михаила. На северо-востоке переходит в Моцартплац.

## Фонтан Резиденцбруннен
В центре площади находится фонтан Резиденцбруннен. Это самый большой фонтан в стиле барокко в Центральной Европе. Был построен между 1656 и 1661 годами во время правления князя-архиепископа Гвидобальда фон Туна. В качестве материала использовался мрамор с горы Унтерсберг. Ответственными художниками были Томмазо ди Гарона и Антонио Дарио.
Фонтан разделен на несколько отдельных частей: основание образовано четырьмя морскими коньками, которые окружают центральную скалу, покрытую морскими животными и растениями; на этой скале четверо мужчин, которые, в свою очередь, несут чашу. В этой чаше есть три дельфина, которые несут последний уровень, чаша, в которой Тритон держит раковину улитки наверху.
Только в 1962 году фонтан был подключен к основной водопроводной сети Зальцбурга, которая использует в основном воду из Унтерсберга.